# Baptiste Mischler
Baptiste Mischler (né le 23 novembre 1997 à Haguenau) est un athlète français spécialiste des courses de demi-fond.

## Carrière
En 2015, Baptiste Mischler  est médaillé d'argent du 1 500 mètres aux Championnats d'Europe juniors d'athlétisme à Eskilstuna avec un temps de 3 min 49 s 88. Il remporte également cette année-là le titre de Champion d'Europe de cross-country juniors par équipe.
En 2016, il découvre les compétitions de la Fédération Française du Sport Universitaire et remporte le titre de Champion de France Universitaire de Cross-Country.
L'année suivante, ses performances lui permettront d'intégrer l'Equipe de France Universitaire pour participer aux 29ème Universiades d'été organisées à Taipei du 19 au 30 août 2017. Baptiste Mischler atteint la demi-finale sur 800 mètres.
En 2018, Baptiste Mischler remporte à nouveau le titre de Champion de France Universitaire de Cross-Country à Vineuil devant Pierrik Jocteur-Monrozier et Krilan Le Bihan.
En 2021, il remporte le titre du 1 500 mètres aux Championnats de France d'athlétisme à Angers dans le temps de 3 min 42 s 57. Un titre qui le place dans les meilleurs athlètes français en demi-fond quelques semaines après avoir réalisé les minimas olympiques en 3 min 34 s 30 (record personnel et meilleur chrono national 2021 le 9 juin à Marseille). Il participe aux Jeux olympiques de Tokyo sur sa distance fétiche du 1500m mais termine 11ème de sa série en 3 min 37 s 53, échouant à moins d'une seconde pour se qualifier pour les demi-finales,,,.